# Francisco Alcoriza
 (octobre 2014).
Si vous disposez d'ouvrages ou d'articles de référence ou si vous connaissez des sites web de qualité traitant du thème abordé ici, merci de compléter l'article en donnant les références utiles à sa vérifiabilité et en les liant à la section « Notes et références ».
Pour les articles homonymes, voir Alcoriza.
Francisco Alcoriza Gimeno, né le 15 juin 1903 à Barcelone (Catalogne, Espagne) et mort le 1er avril 1991 dans la même ville, est un footballeur espagnol des années 1920 et 1930 qui jouait au poste de défenseur.

## Biographie

### Clubs
Francisco Alcoriza rejoint le CE Europa en 1921. En 1923, il remporte avec ce club barcelonais le championnat de Catalogne et parvient en finale de la Coupe d'Espagne.
Avec l'Europa, il dispute les trois premières éditions du championnat d'Espagne. Il est avec 45 matchs le joueur qui a porté le plus souvent le maillot de l'Europa en première division juste derrière Agustín Layola. En 1930, il devient capitaine de l'Europa succédant à Manuel Cros.
En 1931, après la relégation du CE Europa en deuxième division, il rejoint le FC Barcelone. Il dispute 109 matchs avec Barcelone. Il quitte le Barça en 1935 pour rejoindre le Terrassa FC où il met un terme à sa carrière de joueur.

### Équipe nationale
En janvier 1930, Alcoriza est convoqué pour un match amical de l'équipe d'Espagne face à la Tchécoslovaquie, mais il ne joue pas.
Il joue quelques matchs avec la sélection de Catalogne dont le match d'inauguration du stade olympique de Barcelone le 20 mai 1929 face aux Bolton Wanderers.

## Palmarès
Avec CE Europa :
- Champion de Catalogne en 1923
- Finaliste de la Coupe d'Espagne en 1923

Avec le FC Barcelone :
- Champion de Catalogne en 1932 et 1935